# Rafflesia (band)
Rafflesia is een 5-koppige Belgische metalband, uit Zeebrugge die in 2005 actief werd binnen de H8000 scene. De band speelt vooral metalcore, melodieuse deathmetal en hardcore.

## Geschiedenis
In 2005 richtten Bart Teetaert, Lazar Zec, Maxime Aneca, Nick Dapper en Jeremy De Schrijver de band op. Na enkele maanden stonden ze voor het eerst op het podium. Daarop nam Genet Records de groep onder contract.
In mei 2006 bracht Rafflesia een self-titled mini-cd uit met daarop vijf nummers. Na verschijning hiervan werd Maxime Aneca vervangen door Christian Charles Borny (a.k.a. CCB). Deze verandering in de line-up droeg bij aan meer melodie in de nummers. In februari 2007 reisde Rafflesia naar Duitsland om daar in The Rape of Harmonies studio haar eerste volledige cd op te nemen met Ralf Müller en Alexander Dietz, producent en gitarist van Heaven Shall Burn.
In mei 2007 kwam het album Embrace the final day uit. De band speelde vervolgens samen met bands als Heaven Shall Burn, Suicide Silence, Maroon, Caliban, Sepultura, Aborted, Cro-Mags, Bleeding Through, Bring Me the Horizon en Parkway Drive.
In juni 2010 bracht Rafflesia het album In the face of suffering uit.

## Discografie

### Rafflesia (2006)
1. Driven By Fire
2. Suffocation Of The World
3. Abstract Divinity
4. 13 Hours
5. Last Words

### Embrace the Final Day (2007)
1. Annihilation
2. A Time Of Deceit
3. Perfidy
4. The Beauty Of Silence
5. Preludium
6. Into Bloodshed
7. This Beast We Created
8. Box Nr. 8
9. Sinner's Cross
10. These Two Rivals

### In the face of suffering (2010)
1. The Dead Tell No Tale
2. Bow Down
3. Autopsy Of A Blackened Soul
4. Axiom
5. Earth Stands Still
6. The Tide Of Death
7. New Dawn Rising
8. Misery And Pain
9. Divine Retribution
10. Unvanquished